# Spider-Man
Spider-Man ili Čovjek pauk je izmišljeni stripovski lik izdavačke kuće Marvel Comics. Stvorili su ga pisac Stan Lee i pisac-crtač Steve Ditko, a svoje prvo pojavljivanje je imao u kolovozu 1962. godine u stripu Amazing Fantasy #15. Lee i Ditko su zamislili lik kao siroče koje odgajaju njegovi ujna May i ujak Ben te da se on kao tinejdžer mora nositi s problemima normalnih adolescenata uz to što je kostimirani borac za pravdu. Spider-Man ima nadljudsku snagu, agilnost, može se penjati po raznim površinama, izbacivati paukovu mrežu pomoću spravica zvanih "ispaljivači mreže" koje se nalaze na njegovim ručnim zglobovima. Također ima "paukovo osjetilo" kojim može brzo izbjeći opasnost.
Kada se Spider-Man prvi put pojavio u ranim šezdesetim, tinejdžeri su u superherojskim stripovima uglavnom imali ulogu pomoćnika glavnog protagonista. Primjeri toga su bili Bucky (pomoćnik Kapetana Amerike) i Robin (pomoćnik Batmana). No ipak, mladi čitatelji u to vrijeme su se uspjeli povezati s likom Petera Parkera kojeg su mučili isti problemi kao i njih samih te je time strip dobio veću popularnost te status koji ima i danas.
Marvel je Spider-Manu dao glavnu ulogu u nekoliko serijala stripova od kojih je najpoznatiji, a ujedno i najduži, The Amazing Spider-Man. Tijekom godina, lik Petera Parkera se razvio od sramežljivog srednjoškolskog štrebera preko neobuzdanog studenta do oženjenog srednjoškolskog profesora u kasnim 2000-im. Od 2011. godine, član je Osvetnika i Fantastične četvorke.
Spider-Man je jedan od najpopularnijih i komercijalno najuspješnijih superjunaka svih vremena. Kao Marvelova maskota, pojavio se u raznim animiranim i igranim TV serijama te filmovima. U prva tri filma ga je glumio Tobey Maguire, a u "remakeu" iz 2012. godine Andrew Garfield. Spider-Man se nalazi na trećem mjestu IGN-ove ljestvice 100 najboljih strip junaka 2011. godine. U 2014. godini snimljen je Amazing Spider-Man 2. 2017. godine je snimljen Spider-Man: Povratak kući koji je prvi dio trilogije, (Spider-Man: Daleko od kuće 2019. i Spider-Man: Put bez povratka 2021.) nove inačice Spider-Man-a. Tom Holland igra glavnu ulogu spider-mana.

## Filmovi
- Spider-Man (2002.)
- Spider-Man 2 (2004.)
- Spider-Man 3 (2007.)
- Čudesni Spider-Man (2012.)
- Čudesni Spider-Man 2 (2014.)
- Spider-Man: Povratak kući (2017.)
- Spider-Man: Daleko od kuće (2019.)
- Spider-Man: Put bez povratka (2021.)

## Animirane serije i filmovi
- Spider-Man (1967.)
- Spider-Man (1981.)
- Spider-Man i Fantastični Prijatelji (1981.)
- Spider-Man (1994.)
- Spider-Man Unlimited (1999.)
- Spider-Man (2003.)
- Spektakularni Spider-Man (2008.)
- Svemogući Spider-Man (2012.)
- Spider-Man: Novi svijet (2018.)
- Spider-Man: Across the Spider-Verse (Part One) (2022.)
- Spider-Man: Across the Spider-Verse (Part Two) (2023.)

## Šport
Spiderman je bio boksački nadimak hrvatskog boksača Stipe Drviša.